# 老虎台街道
老虎台街道，是中华人民共和国辽宁省抚顺市东洲区下辖的一个乡镇级行政单位。

## 行政区划
老虎台街道下辖以下地区：
矿前社区、虎北社区、虎南社区、虎东社区、南岭社区、青草沟一社区、安厦社区、同济社区和惠民社区。